# Зварич, Василий Богданович
Васи́лий Богда́нович Зва́рич (Зва́рыч) (укр. Василь Богданович Зварич; род. 27 января 1977, Стрый) — украинский дипломат. Чрезвычайный и полномочный посол Украины в Чехии с 21 июня 2024 года. Чрезвычайный и полномочный посол Украины в Польше (2022—2024).

## Биография
Родился 27 января 1977 года в городе Стрый Львовской области. В 1999 году окончил с отличием факультет международных отношений Львовский национальный университет имени Франко.
В 1999 году проходил стажировку в Секретариате Комитета по иностранным делам и связям с СНГ Верховной Рады Украины.
В 1999—2000 годах — специалист первой категории отдела Кавказа и Турции Третьего территориального департамента Министерства иностранных дел Украины.
В 2000—2001 годах — атташе отдела стран Центрально-Восточной Европы Третьего территориального департамента Министерства иностранных дел Украины.
В 2001—2004 годах — атташе, третий секретарь Посольства Украины в Турции.
В 2004—2006 годах — второй секретарь отдела международного военного сотрудничества Департамента контроля над вооружениями и военно-технического сотрудничества Министерства иностранных дел Украины.
В 2006—2007 годах — первый секретарь аналитического отдела Департамента секретариата Министра иностранных дел Украины (Секретариат Министра).
В 2007—2010 годах — первый секретарь Посольства Украины в Республике Польша.
В 2010—2011 годах — советник Посольства Украины в США.
В 2012—2014 годах — заместитель директора Департамента информационной политики Министерства иностранных дел Украины.
С июля по декабрь 2014 года — заместитель директора Департамента политики и коммуникаций — начальник Управления политического анализа и планирования Министерства иностранных дел Украины.
С декабря 2014 по сентябрь 2020 года — заместитель руководителя миссии, советник-посланник Посольства Украины в Республике Польша.
С сентября 2020 по июнь 2022 года — директор Второго территориального департамента Министерства иностранных дел Украины.
8 февраля 2022 года назначен чрезвычайным и полномочным послом Украины в Польше.
В связи с началом войны он в то время не приступил к своим обязанностям и только 13 июня 2022 года приехал в Польшу.
15 июня 2022 года вручил копии верительных грамот заместителю министра иностранных дел Республики Польша Марцину Пшидачу. 21 июня 2024 года уволен с должности посла в Польше и назначен послом в Чехии.

## Личная жизнь
Женат, имеет двух сыновей и дочь.
Владеет английским и польским языками.

## Дипломатический ранг
- Чрезвычайный и полномочный посланник второго класса (2016)[18].

## Награды
- Орден «За заслуги» III степени (20 июля 2025 года) — за весомый личный вклад в развитие межгосударственного сотрудничества, консолидацию международной поддержки суверенитета и территориальной целостности Украины, плодотворную дипломатическую деятельность и высокий профессионализм[19].
- Командор со звездой ордена Заслуг перед Республикой Польша (2024 год, Польша)[20].